# Reação de Finkelstein

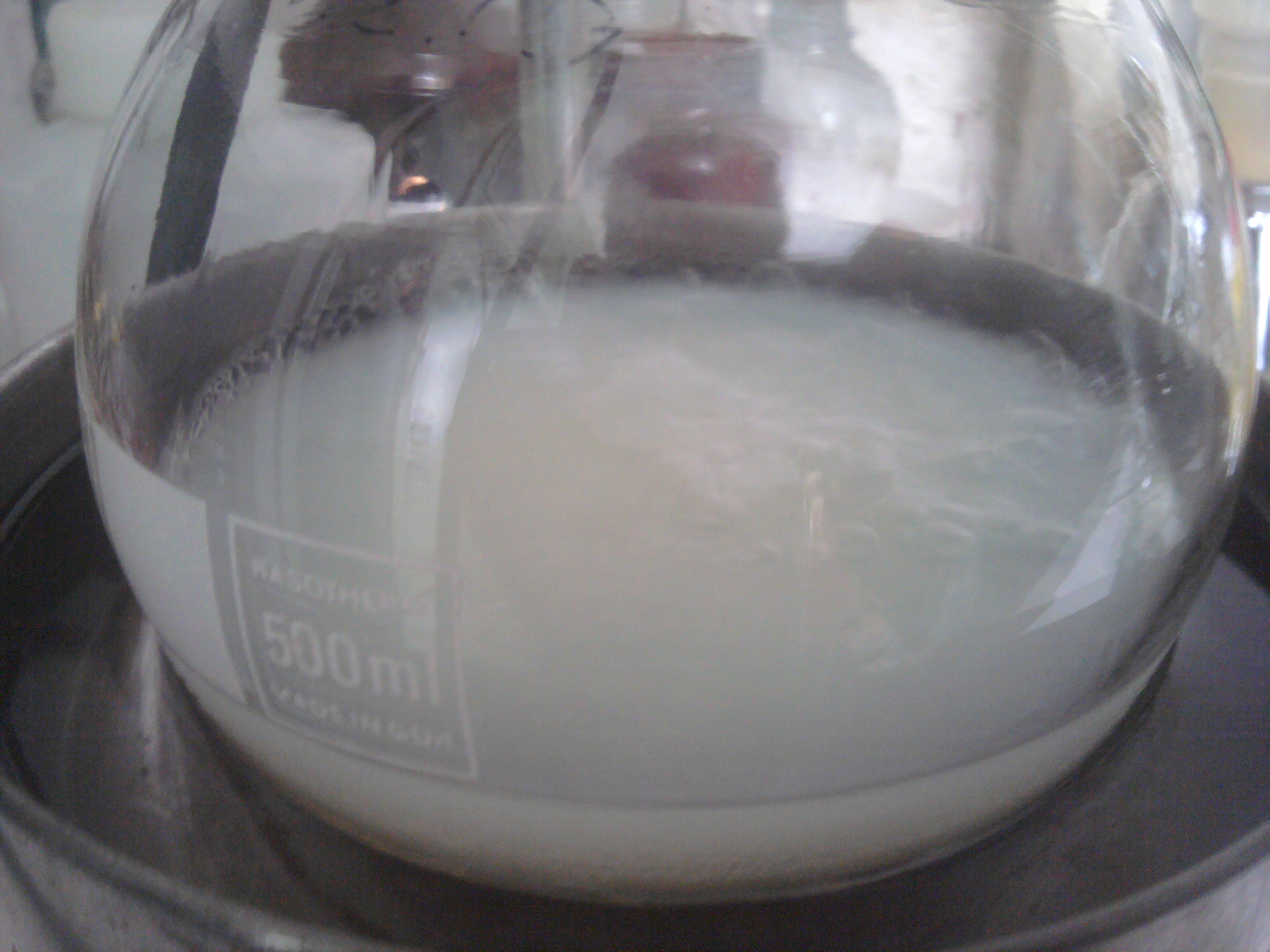
Reação de Finkelstein, em um frasco.

A reação de Finkelstein, nomeada em relação ao químico alemão Hans Finkelstein, é uma reação SN2 que envolve a troca de um átomo de halogênio por outro. A troca de haleto é uma reação de equilíbrio, mas a reação pode ser conduzida ao seu término por tomada de vantagem por diferencial de solubilidade de sais haletos, ou por usar-se um grande excesso do sal haleto.
R-X + X′− {\displaystyle \rightleftharpoons } R-X′ + X−